# Alfonso Giacomo Gaspare Corti
Alfonso Giacomo Gaspare Corti (ur. 1822 w Gambarana, zm. 2 października 1876 w Corvino San Quirico) – włoski anatom. Opisał strukturę anatomiczną, znaną dziś jako narząd Cortiego.